# Martim Neto
Martim Carvalho Neto, ou simplement Martim Neto, né le 14 janvier 2003 à Viana do Castelo au Portugal, est un footballeur portugais qui évolue au poste de milieu central au Elche CF.

## Biographie

### En club
Né à Viana do Castelo au Portugal, Martim Neto est formé au Benfica Lisbonne. Il fait partie de l'équipe qui remporte l'UEFA Youth League contre le Red Bull Salzbourg le 25 avril 2022, étant notamment buteur en ouvrant le score après deux minutes de jeu. Son équipe l'emporte par six buts à zéro. Il remporte également la Coupe intercontinentale des moins de 20 ans 2022.
Il joue son premier match avec l'équipe première de Benfica le 13 mai 2022, à l'occasion d'une rencontre de championnat contre le FC Paços de Ferreira. Il entre en jeu lors de ce match remporté par son équipe sur le score de deux buts à zéro.
Le 1er août 2023, Martim Neto est prêté par Benfica à un autre club de première division, le Gil Vicente FC, pour la durée d'une saison.
Le 2 septembre 2024, Martim Neto rejoint le Rio Ave FC sous la forme d'un prêt d'une saison.
Martim Neto quitte définitivement Benfica lors de l'été 2025, signant le 30 juillet 2025 au Elche CF pour un contrat de trois ans, soit jusqu'en juin 2028.

### En sélection
Martim Neto représente l'équipe du Portugal des moins de 19 ans. Il joue au total sept matchs avec cette équipe, entre 2021 et 2022.
Neto joue son premier match avec l'équipe du Portugal espoirs le 21 mars 2024 contre les îles Féroé. Il entre en jeu et son équipe s'impose par quatre buts à zéro.